# كيث هولمان
كيث هولمان (بالإنجليزية: Keith Holman)‏ هو لاعب دوري الرغبي أسترالي، ولد في 11 سبتمبر 1927 في ملبورن في أستراليا، وتوفي في 11 أكتوبر 2011 في سيدني في أستراليا.